# Verwarmingsperiode
De verwarmingsperiode of het stookseizoen is de periode waarin de buitentemperaturen onder een bepaalde waarde (bijvoorbeeld 18,5 °C) komen, waardoor verwarming van gebouwen noodzakelijk wordt. In België loopt het stookseizoen van 1 september tot 1 mei. In Nederland loopt het stookseizoen van 1 oktober tot 1 mei.
De lengte van het stookseizoen is geen vast gegeven maar is afhankelijk van een aantal parameters, waaronder:
1. de isolatie van de woning
2. de benutting van zonnewarmte of de zontoetredingsfactor
3. de interne warmteproductie
4. de benutting van de interne warmteproductie
5. de mate van warmteterugwinning uit de ventilatielucht

De term stookseizoen is voor bewoners van een woning met een eigen verwarmingssysteem een verouderd begrip. Vroeger werd namelijk op een bepaalde dag in het jaar de verwarmingsinstallatie in gereedheid gebracht voor de winter. Vanaf dat moment kon de ketel worden gestart (de waakvlam brandde, de pompen draaiden). Vandaag de dag is deze werkwijze niet meer aan de orde: de installatie wordt meestal volautomatisch gestart op het moment van warmtevraag. Bij blokverwarming daarentegen is de gebruiker afhankelijk van een externe beheerder die de verwarmingsbron regelt.
Bij het berekenen van het jaarlijkse energieverbruik van een woning en eventuele besparingen daarop wordt de duur van het stookseizoen gebruikt als een van de parameters.